# Mahamat Abdoulkarim
Pour les articles homonymes, voir Abdoulkarim.
Mahamat Abdoulkarim, né en 1949 à Kousseri, est un homme politique camerounais. Membre, du Rassemblement démocratique du peuple camerounais (RDPC), parti politique au pouvoir, il a été élu député, maire et est depuis 2013, sénateur au parlement du Cameroun .  

## Biographie
Mahamat Abdoulkarim est né en 1949 à Kousseri dans la région de l'extrême nord. 
D'origine arabe choa, ce haut commis de l'État exerce plusieurs fonctions administratives tels, chef du secrétariat particulier au ministère du commerce, puis au ministère des mines de l’élevage, des pêches et des industries animales. Durant la période allant de 1986 à 1990 il occupe le poste de vice-président de la section départementale RDPC de la région du Logone et Chari, et les deux mandats suivants, de 1990 et 2007, il exerce la fonction de président de la section départementale[réf. souhaitée]. Durant la période allant de 1988 à 1997 il exerce la fonction de député de l'Assemblée nationale. Depuis  1987 il exerce la fonction de magistrat municipal de Kousséri. Et depuis 2007, il est le président de la section départementale du Logone et Chari-Sud de la région de Kousséri-Waza, poste qu'il cumule avec celui de président des syndicats des communes riveraines du fleuve Logone (Syncom/Logone). En 1994, il a été nommé chevalier  l'ordre de la Valeur.
Depuis les élections sénatoriales de 2013, il est investi sénateur de la région de l'Extrême-Nord. Au moment de son élection, il est maire de la ville de Kousséri. 